# Abel Mbengué
Abe Mbengué est un journaliste camerounais,.

## Biographie

### Carrière
Il est membre et porte-parole du comité d'organisation de la Coupe d'Afrique des nations de football (COCAN),.